# 오모리 유코
오모리 유코(일본어: 大森 ゆうこ, 한국명: 배주희)는 도에이 애니메이션의 애니메이션 해피니스 차지 프리큐어!에 등장하는 가공의 인물이다. 애니메이션 성우는 키타가와 리나(일본판) / 장예나(한국판)이다.

## 프로필
※. 일본판 / 한국판 順
| 오모리 유코 / 배주희 | 오모리 유코 / 배주희              |
| -------------------- | --------------------------------- |
| 성별                 | 여자                              |
| 생일                 | 8월 2일                           |
| 별자리               | 사자자리                          |
| 신분                 | 학생                              |
| 소속                 | 사립 피카리가오카학원, 오모리밥집 |
| 가족관계             | 아버지, 어머니, 언니              |
| 포지션               | 주연, 히로인                      |
| 변신체               | 큐어 허니                         |
| 상징색               | 노란색                            |
| 등장 프리큐어 시리즈 | 해피니스 차지 프리큐어!           |

## 인물
해피니스 차지 프리큐어!에 등장하는 인물. 아이노 메구미의 소꿉친구로 부모님과 함께 오모리밥집을 운영하고 있다. 
밥을 맛있게 먹는 것이 취미이며 미각이 뛰어난 편으로 자신이 만든 음식을 남이 먹으면 기뻐한다. 
블루스카이 왕국에서 도망쳐서 친구를 사귀지 못한 시라유키 히메에게 사탕을 주기도 하였으며 이 때부터 친해지게 된다. 
상냥하고 친절한 성격이라 싸움을 싫어하는 편이라 적인 환영제국 멤버들에게도 상냥한 성격을 보인다. 다만 먹을 것을 가지고 장난치거나 짓밟는 경우는 의외로 분노를 가지는 편이다. 
다른 사람의 기분을 읽는 능력이 있으며 연애 관계를 꿰뚫어보는 편이다. 

## 큐어 허니
대지에 여무는 생명의 빛! 큐어 허니!
오모리 유코가 프리큐어로 각성하여 변신하게 된 모습. 상징색은 노란색. 전투면에서는 치유계에 속하며 큐어 러블리, 큐어 프린세스의 체력을 회복시켰다. 

### 필살기
- 폼 체인지/팝콘 치어
- 폼 체인지/코코넛 삼바
- 허니 캔디